# Džon Lord
Džon Lord (engl. Jon Douglas Lord, Lester, 9. jun 1941 − London, 16. jul 2012) bio je britanski klavijaturista i kompozitor.
Lord je priznati svirač Hamond orgulja i njegovog bluz-rok zvuka, a takođe je vrlo zaslužan za pionirski rad u spajaju roka, klasike i barokne forme. Većinu svoje popularnosti i muzičke karijere proveo je u sastavu Dip perpl, ali je isto bio istaknuti član grupa Vajtsnejk, Pejs, Ašton & Lord, Artvuds i Flower Pot Men. Svirao je s brojnim drugim muzičarima, uključujući i Grejama Boneta.
Godine 1968. Lord je učestvovao u osnivanju Dip perpla. On i bubnjar Ijan Pejs bili su jedini konstantni članovi sastava u periodu od 1968. do 1976. godine, a nakon reformisanja sastava 1984. godine ostaje sve do 2002. godine.
Jedno od njegovih najboljih dela bio je projekt za uživo album Končerto za grupu i orkestar, koji je izveden u Rojal Albert holu s Dip perplom (Lord i Pejs zajedno sa gitaristom Ričijem Blekmorom, pevačem Ijanom Gilanom i basistom Rodžerom Gloverom), i Kraljevskim filharmonijskim orkestrom. Ovaj koncert je ponovo izveden 1999. godine na njihovu 30. godišnjicu delovanja u Albert holu, takođe sa Dip perplom (Lord, Pejs, Gilan, Glover i Stiv Mors, koji je zamenio Ričija Blekmora), ali ovog puta sa Londonskim filharmonijskim orkestrom.
Od 2002. godine više nije član Dip perpla, jer se posvetio svojoj solo muzičkoj karijeri. Lord se više koncentrisao na komponovanje i na bluz/rok izvođenje. Godine 2008. postigao je uspeh kao kompozitor klasične muzike, kada mu je album Duram koncert iz 2007. godine, došao na Top lestvice.
Lord je posthumno bio uveden u Dvoranu slavnih rokenrola 8. aprila 2016. godine kao član Dip perpla.

## Detinjstvo i mladost
Džon Lord je rođen 9. juna 1941. godine u Lesteru, Engleska, od majke Mirijame (1912–1995, rođena Hadson) i oca Rega. Studirao je klasični klavir od uzrasta pet godina, i to je imalo velikog uticaja na njegov rad, a postalo je i njegov zaštitni znak. Njegova muzika bila je u rasponu od Baha (konstantna veza u njegovoj muzici i u njegovim improvizacijama na klavijaturama), do srednjovekovne popularne muzike i engleskog tradicionalnog kompozitora Edvarda Elgara.
Istovremeno Lord apsorbuje bluz zvukove koji su bili ključni u njegovoj rok karijeri. Uglavnom su to bili sirovi zvukovi od velikih američkih bluz muzičara poput Džimija Smita, Džimija Makgrifa i „Brata” Džeka Makdafa („Rock Candy”), a takođe je od Džeri Li Luisa savladao sposobnost privlačenja pažnje na pozornici. Svirajući orgulje stvarao je džez-bluz zvukove iz 1950-ih i 1960-ih, koristeći zaštitni znak bluz-orgulja Hamond (modeli B3 i C3), i spajao ga sa Lesli zvučnim sistemom (poznato spajanje Hamond-Lesli zvučnika). Sviranje klavijatura 1970-ih, savremenika poput Kita Emersona i Rika Vejkemana, generalno je bilo daleko od bluz smera ili su donosili samo neke novosti, ali Lord je u potpunosti prihvatio njihove stilove.
Lord se 1959./60. seli u London, imajući želju da počne da profesionalno deluje i upisuje se u školu, Škola govora i drame, koja se nalazi u severozapadnom Londonu. Uz to Lord je svirao klavir i orgulje po raznim klubovima, muzičkim segmentima i na završetku raznih svečanosti.
Svoju muzičku karijeru započinje 1960. godine, u londonskom džez ansamblu Bila Aštona 'Kombo'. Ašton je bio ključna osoba u britanskoj džez muzici i stvaranju onoga što je kasnije postalo Nacionalni omladinski džez orkestar. Između 1960. i 1963. godine, Lord (zajedno sa Aštonom), odlazi u sastav Red blads bluzišans (takođe poznat kao Don Vilsonov kvartet), u kojeg je kasnije došao pevač Artur „Art” Vud. Vud je prethodno pevao s Aleksisom Kornerom u sastavu Bluz inkorporejted i bio je među prvim muzičarima u britanskom bluz pokretu. U tom periodu Lord učestvuje svirajući klavijature na singlu grupe The Kinks iz 1964. godine, „You Really Got Me”.
Nakon odlaska iz Red blads bluzišansa krajem 1963. godine, Vud, Lord i bubnjar Red Danidž formiraju novu grupu. Art Vud takođe dovodi Dereka Grifitsa (gitara) i Malkolma Pula (bas gitara). Danidž odlazi iz grupe u decembru 1964. godine, a umesto njega došao je Kif Hartli, koji je prethodno zamenio Ringo Stara i Rorija Storma u sastavu Harikejns. Nastupaju po raznim TV emisijama poput „Ready Steady Go!”, gde promovišu svoj singl „Sweet Mary”, ali nisu postigli značajniji komercijalni uspeh. Njihov jedini singl koji je završio na Top lestvicama (#28), bio je „I Take What I Want”, 8. maja 1966. godine.
Sastav 1967. godine ponovno doživljava izmene. Hartli odlazi i pridružuje se Džon Majals Bluzbrekersima. Lord odlazi u sastav Santa Barbara mašin hed (u kojem je svirao Vudov mlađi brat Roni Vud), ali ubrzo prelazi da svira klavijature sa Bilijem Dajom u grupi „The Flower Pot Men”, gde sreće basistu Nika Simpera. Lord i Simper odlaze na turneju sa sastavom kako bi promovisali njihov hit singl „Let's Go To San Francisco”, međutim on nikad nije snimljen sa njima.
Početkom 1968. godine, koncentriše se na jedan teži zvuk (s obzirom na iskustva s pojavom sastava Krim i The Jimi Hendrix Experience), i pomaže na snimcima pevaču Bozu Barelu (kasnije članu sastava Bad kampani), gitaristi Ričiju Blekmoru (koga prvi put sreće u decembru 1967), bubnjaru Ijanu Pejsu i basisti Čejsu Hodgesu (kasnije član pop grupe Čas & Dejv'). Ova postava je vrlo kratko trajala, do marta 1968. godine, kada se osniva prva Dip perplova postava MK I u sastavu: Lord, Simper, Blekmor, Pejse i pevač Rod Evans.

## Dip perpl 1968-1976
Ovo je razdoblje u Lordovoj muzičkoj karijeri kada je svirajući klavijature u Dip perplu, napravio svoj zaštitni znak. Ignorišući nastajanje mug sintisajzera, razvio se u rok svirača poput Kita Emersona, koji je eksperimentisao sa zvukom klavijatura svirajući na Hamond orguljama, stilom težim od bluza. Ovakvim načinom potpuno se prilagodio Blekmorovoj brzini i ritmu na prvoj gitari. Lord je voleo zvuk 'RMI 368' električnog-pianina i čembala, koji je koristio u kompozicijama „Demon's Eye” i „Space Truckin'”. Približno 1973. godine, Lord u svojoj tehnici spaja njegove Hamond C3 orgulje, zajedno sa RMI.
Lord je svoju kombinaciju Hamond-Lesli spojio sa Maršal pojačalom i tako dobio vibrirajući (reski), teški, mehanički zvuk, koji je odlično parirao Blekmoru na prvoj gitari. Takođe su se njih dvojica u nekim trenucima dok su svirali naizmenično izmenjivali u zvukovima. U ranim snimcima Dip perpla, Lordove klavijature više su istaknute nego Blekmorova gitara. Kasnije je Lord bio spreman da preuzme većinu ključnih deonica od ritam gitariste. Na drugom i trećem Perplovom albumu, Lord počinje da pokazuje ambicije prema spajanju roka s klasičnom muzikom. Ovi potezi su poboljšali njegov ugled među muzičarima, ali su i uzrokovali napetosti unutar grupe. Blekmor je želio da se bazira na istraživanju teškog rok rifa, nadahnut uspehom grupe Led zepelin, a Simper je jednom izjavio: „Nedostatak muzičkog smera uzrokovale su Džon Lordove klasične ideje”.
Blekmor i Lord se dogovaraju oko eksperimentisanja na zvuku pod uslovom da Lord bude glavni na sledećem albumu. Rezultat toga je uživo album Končerto za grupu i orkestar iz 1969. godine, koji je jedan od najranijih pokušaja povezivanja roka sa klasičnom muzikom. Koncert je izveden uživo 24. septembra 1969. godine u Rojal Albert holu (s dva nova člana sastava, Ijanom Gilanom i Rodžerom Gloverom, koji su zamenili Evansa i Simpera). Materijal je snimio BBC, a kasnije je objavljen kao album i Dip perplu je doneo prvi veći uspeh, kao i Lordu veliko priznanje i poštovanje, verujući da njegov projekt i kompozicije imaju budućnost. Na koncertu je Lord dobio priliku da radi sa osnovnim klasičnim figurama, kao sa dirigentom Malkolmom Arnoldom koji je svoje tehničke veštine doveo do nivoa da se Lord može nositi s njima kako bi izbegao prezir od starijih članova orkestra.
Stil klasične muzike Perpl je zadržao i na albumu In Rock, objavljen od strane EMI-a 1970. godine, i jedan je od njihovih ranih hevi rok albuma. Lord i Blekmor često su se izmenjivali u improviziranom klasičnom stilu poziva i odgovora (kao što je u kompoziciji „Speed King”), što je bila vrlo dobra podloga za uživo izvođenje. Takođe kompoziciju „Child in Time”, Lord svira s najvećim zvučnim efektima. Lord je odsvirao eksperimentalni solo u kompoziciji „Hard Lovin' Man” (kompletna sa interpolacijom policijske-sirene), i njegova je omiljena pesma od svih Perplovih studijskih izvođenja.
Dip perpl objavljuje niz albuma između 1971. s albumom Fireball i 1975. godine s albumom Come Taste the Band. Gilan i Glover odlaze iz sastava 1973, a Blekmor 1975. godine, te je sastav 1976. prestao s radom. Lordovi najveći uspesi u tom Perplovom periodu bili su na kompozicijama „Smoke on the Water”, „Highway Star” i „Space Truckin'”, s albuma iz 1972. Machine Head, njegov muzički doprinos na albumu Burn iz 1974. godine i akustična bombastika na uživo albumu iz 1972. Made in Japan.

## Vajtsnejk 1978-1983
Lordov doprinos u sastavu Vajtsnejk, bio je u velikoj meri ograničen na dodavanju boje tonu koji je uglavnom bio u bluz-rock stilu, a kojeg su već izvodili dvojica prvih gitarista Berni Marsden i Miki Mudi. Lord je svom kompletu dodao još i Jamaha električni grand klavir, jer je bluz sastav zahtevao izvođenja s mnogo efekata i drugih sekcija. Takav raznovrstan rad snimljen je u kompozicijama „Here I Go Again”, „Wine, Women and Song”, „She's a Woman” i „Till the Day I Die”. Nekoliko singlova dospelo je na britanske Top lestvice. Međutim Lord je bio vrlo nezadovoljan svojim statusom u sastavu, smatrajući da je slabo plaćen, a to je otvorilo put ponovnom okupljanju Dip perpla sa MK II postavom 1984. godine.
Tokom svog boravka u sastavu Vajtesnejk, Lord je snimio dva izrazito različita solo albuma. Godine 1982. objavljuje Before I Forget, na kojem se nalazi osam konvencionalnih kompozicija bez orkestra sa serijom rok pesama („Hollywood Rock And Roll”, „Chance on a Feeling”), ili posebno na drugoj strani niz Engleskih klasičnih balada na klaviru, koje u duetu pevaju majka i kćer, Viki Braun i Sam Braun (supruga i kći zabavljača Doa Brauna) i pevač Elmer Gantri. Album je takođe dobio vrlo dobre kritike od britanskih rok talenata, uključujući i doprinose bubnjara (i pitomaca Nacionalnog omladinskog džez orkestra), Sajmona Filipsa, Kozi Pauela, Nila Marija, Sajmona Kirka, Boza Barela i Mika Ralfsa.
Osim toga Lord je sarađivao s producentom Patrikom Gamblom sa Centralne televizije, gde je 1984. godine napisao saundtrek za TV seriju Country Diary of an Edwardian Lady, na temelju knjige Edit Holden, zajedno s orkestrom kojim je dirigovao maestro Alfred Ralston.

## Dip perpl 1984 -2002
Dip perpl se ponovno okupio 1984. godine i nastavio da muzički deluje s postavom MK II. Ovaj događaj dobio je veliko odobravanje publike, uključujući i njihovu turneju tokom 1985. godine po Americi kao potpora objavljivanju albuma Perfect Strangers, gde ih je u Kenbvortu 22. juna na kišom natopljenom stadionu posetilo 70.000 gledalaca. Nakon toga sledi niz objavljivanja albuma, često s različitom kvalitetom, a u kasnim 1990-im, Lord je jasno želio da istraži kojim putem ide njegova muzička karijera.
Godine 1997, stvorio je možda njegov najveći lični rad do tada, album Pictured Within, objavljen 1998. godine. Njegova majka Mirijam umire u avgustu 1995. godine i materijal na albumu bio je duboko inspirisan tim događajem. Album je snimljen daleko od njegovog doma u nemačkom gradu Keln. Lord je potpisao za izdavačku kuću Verdžin klasiks, koja i objavljuje album. Ovo se takođe može gledati kao njegova prva faza odlaska iz Perpla i više okretanje prema svojoj solo karijeri. Jednu kompoziciju sa albuma Pictured Within, pod nazivom „Wait A While”, kasnije kao naslovnu stranu objavljuje Norveška pevačica Sisel Kirkjebe, na njezin albumu iz 2003. My Heart. Lord 2002. godine odlazi iz Dip perpla, čemu je prethodila ozleda koja je zahtevala operativni zahvat. Jednom prilikom je komentisao svoj odlazak iz perpla rečima: „Odlazak iz Dip perpla za mene je bio vrlo traumatičan, kao što sam uvek i sumnjao da će biti, ako razumete što mislim”. Povodom tog događaja posvetio je i jednu pesmu na svom solo albumu iz 2004. godine Beyond the Notes, pod nazivom „De Profundis”.
U 2003. godini, Lord se vraća svom voljenom R&B / bluz stilu i snima standardni album u Sidneju, Australija, zajedno s Džimijem Barnsom, pod nazivom Live in the Basement. Lord takođe vrlo rado podržava projekt „Sam Buxton Sunflower Jam Healing Trust” koji vodi Ijan Pejsova supruga, Džeki (sestra Lordove žene Viki), gde nastupa zajedno sa velikim brojem dece. Muzičari koji nastupaju sa Lordom na sceni uključuju i Pola Velera, Roberta Planta, Fila Manzanera, Ijana Pejsa i Bernia Marsdena. Dve Lordove kompozicije „Boom of the Tingling Strings” i „Disguises” (svita za gudački orkestar), snimljene su 2006. godine u Danskoj, a objavljene u aprilu 2008. od srane izdavača EMI klasiks. Obe kompozicije sadrže elemente simfonijskog orkestra kojim je dirigovao maestro Pol Man. Osim toga snima drugi album sa sastavom The Hoochie Coochie Men, pod nazivom Danger. White Men Dancing, a objavljen je u oktobru 2007. godine.
Njegov koncert pod nazivom Duram končerto, koji je bio pod pokroviteljstvom Duram univerziteta povodom 175. godišnjice postojanja univerziteta, ugostio je veliki broj svetskih premijera, a održan je 20. oktobra 2007. u Duram katedrali zajedno sa Kraljevskim liberpulskim filharmonijskim orkestrom. Uz Lorda kao soliste na Hamond orguljama, tu su još i Katrin Tikel na northambrijskim guslama, Matju Barli na violončelu i Rut Palmer na violini.

## Lični život
Džon Lord se dva puta ženio. S prvom ženom Džudit ima dve ćerke, Ejmi i Saru. Njegova druga žena se zvala Viki i bila je sestra Ijan Pejseove žene, Džeki. Obe porodice su živele u Velikoj Britaniji.

## Smrt
Džon Lord je preminuo 16. jula 2012. godine u 72. godini od raka gušterače u Londonu.

## Diskografija

### Dip perpl
- (1968)
- (1968)
- (1969)
- (1969)
- (1970)
- (1971)
- (1972)
- (1972)
- (1973)
- (1974)
- (1974)
- (1975)
- (1984)
- (1987)
- (1988)
- (1990)
- (1993)
- (1994)
- (1996)
- (1998)
- Na koncertu sa Londonskim simfonijskim orkestrom (1999)

### Solo
- (1972)
- (1974)
- (1976)
- (1982)
- (1984)
- (1998)
- (2004)
- (2008)
- (2008)

### Vajtesnejk
- (1978)
- (1979)
- (1980)
- (1981)
- (1981)
- (1982)
- (1984)
- (2004)

### 
- (2003)
- (2007)

### Razno
- (1966, sa Artvuds)
- (1969, sa Dip perpl)
- (1970, sa Dip perpl)
- (1971, filmska muzika sa Tonijem Aštonom)
- (1974, sa Eberhardom Šonerom)
- (1974, sa Tonijem Aštonom)
- (1977, sa PAL)
- (1981, sa Grahamom Bonetom))
- (1984, sa Alfredom Ralstonom)
- (2000, nije objavljeno)
- (2000, filmska muzika, nije objavljena)

## Literatura
- Deep Purple: Charlesworth, Chris (Omnibus Press, 1983)
- Deep Purple, Heavy Metal Photo Book: Welch, Chris with Hasebe, Koh (Omnibus Press, 1984)
- Deep Purple: Tomasz Szmajter, Roland Bury (In Rock, 1998, 2003, 2009, 2013)
- Deep Purple: Sailor, Michael (Hannibal Verlag, 2005)
- Smoke on the Water, The Deep Purple Story: Thompson, Dave (ECW Press, 2004)
- The Complete Deep Purple: Heatley, Michael (Reynolds & Hearn, 2005)
- The Gemini Man: an Introduction to the Orchestral Works of Jon Lord, Vincent Budd (Gnosis Press, 2003)

## Spoljašnje veze
- Službene stranice Jona Lorda
- Stranice obožavatelja Jona Lorda
- Diskografija Jona Lorda